# Blady strach
Blady strach (fr. Haute tension, ang. Switchblade Romance lub High Tension) – francuski slasher z 2003 roku. Zdjęcia kręcono w Bukareszcie. W Stanach Zjednoczonych film uzyskał status „NC-17”, w Polsce rekomendowany jest widzom powyżej osiemnastego roku życia.
Film jest pierwszym francuskim slasherem i jednym z nielicznych francuskich horrorów, który odniósł ogólnoświatowy sukces. Rozpoczął też hollywoodzką karierę Alexandre Aja, który wkrótce po sukcesie Bladego strachu na amerykańskim rynku, wyreżyserował film gore Wzgórza mają oczy (2006).
Autorem efektów specjalnych jest Giannetto De Rossi, późny faworyt legendarnego reżysera horrorów Lucio Fulciego.

## Opis fabuły
Film opowiada historię pary studentek – Marie i Alex, które na weekend wybierają się do rodzinnego domu drugiej z nich. Do mieszkania włamuje się psychopata, który morduje kolejnych członków rodziny i porywa zdruzgotaną Alex. Marie decyduje się uratować przyjaciółkę; w tym celu ukrywa się w ciężarówce mordercy.
W trakcie trwania filmu dochodzi do makabrycznych sytuacji – kolejno: na odludnej stacji benzynowej oraz w lesie i na francuskich peryferiach. Przedstawione wydarzenia prowadzą do szokującego zakończenia.

## Bohaterowie/obsada
- Marie (w tej roli Cécile de France) − studentka, przyjaciółka Alex z college'u oraz (do momentu sceny finalnej) protagonistka filmu.
- Alexia (Maïwenn Le Besco) − dla bliskich Alex; młoda kobieta o mocno sfeminizowanych cechach, obiekt toksycznego pożądania Marie.
- Morderca (Philippe Nahon) − niechlujny starszy mężczyzna lubujący się w mordowaniu niewinnych kobiet. Zabójstwa popełnia na tle seksualnym.
- Oana Pellea i Andrei Finti jako rodzice Alex.
- Jimmy (Franck Khalfoun) − sprzedawca na stacji benzynowej opodal farmy rodziców Alex.

## Ścieżka dźwiękowa
Spis poszczególnych utworów lub kompozycji muzycznych wykorzystanych w filmie:
- Muse – „New Born”
- Ricchi e Poveri – „Sara 'Perche' Ti Amo”
- U-Roy – „Runaway Girl”
- Félix Gray & Didier Barbelivien – „A toutes les filles”
- François Eudes – „A2”
- Scott Nickoley, Jamie Dunlap, Molly Pasutti & Marc Ferrari – „I Believe”
- Sonic Youth – „Superstar”
- UB40 – „Just Another Girl”